# シュードモナス界
シュードモナス界（Pseudomonadati）は、シュードモナス属をタイプ属とする細菌の界。2020年代にHydrobacteriaなどと呼ばれていたものが界として定義されたものである。多くはグラム陰性菌で、細菌の約1/3を占める。
2024年に公表された『原核生物の2つのドメインと7つの界の名称の正式発表』により記載された。分子系統解析に基き定義されており、具体的な共通派生形質は宣言されていない。グラム陽性菌が過半を占めるバシラス界と比較すると、こちらはそのほとんどがグラム陰性菌によって占められている。ただし、寄生性のシュードモナス門細菌のいくつかやSphingomonas、加えていくつかのスピロヘータなど、二次的にリポ多糖を失っている群は少なくない。
Battistuzziらの説では、姉妹群であるバシラス界（当時はTerrabacteria）が陸地を中心に発展してきたのに対し、シュードモナス界（当時はHydrobacteria）はおおよそ30億年前に水中を中心に進化したとしている。乾燥土壌中での占有率は33%に過ぎないが、海中では90%近くに達するという。